# Icetot
Das Icetot, oft auch Ik, manchmal auch Icietot, Teuso, Teuth oder Ngulak genannt, ist die Sprache des Volkes der Ik, das im Nordosten Ugandas und in Kenia lebt. Das Icetot gehört zum östlichen Kuliak-Zweig der ostsudanischen Sprachen.

## Einige Wörter des Grundwortschatzes
| Wortbedeutung | Icetot                            | Wortbedeutung | Icetot                    |
| ------------- | --------------------------------- | ------------- | ------------------------- |
| ich           | ŋka                               | groß          | zeha                      |
| du            | bi                                | klein         | kwats                     |
| er/sie/es     | ntsa                              | essen         | ŋk’, ŋk’ak’a              |
| wir           | ŋgwa (exklusiv), njina (inklusiv) | trinken       | wɛt-                      |
| ihr           | bita                              | schlafen      | ɛpon, ɛp                  |
| sie (Plural)  | nta                               | sterben       | bad                       |
| wer?          | ndo                               | gehen         | k’ai, k’oon               |
| was?          | is                                | kommen        | ats                       |
| Mensch        | am                                | geben         | mɛɛs                      |
| Mann          | eakwa                             | nehmen        | k’anetes, tɔkɔɗɛs, alowes |
| Frau          | cekam                             | sprechen      | toda                      |
| Kopf          | ika                               | lieben        | tsames, miines            |
| Auge          | ekwa                              | eins          | kɔn                       |
| Ohr           | bos                               | zwei          | leɓetsat                  |
| Nase          | ak’at                             | drei          | aɗat                      |
| Mund          | aka                               | vier          | ts’agusat                 |
| Zahn          | kwa                               | fünf          | tudat                     |
| Zunge         | nak’af                            | sechs         | tudat ndakeɗi kɔn         |
| Herz          | gura                              | sieben        | tudat ndakeɗi leɓets      |
| Hand          | kwɛta                             | acht          | tudat ndakeɗi aɗ          |
| Fuß           | dɛa                               | neun          | tudat ndakeɗi ts’agus     |
| Wasser        | cuɛ                               | zehn          | tomin                     |
| Feuer         | ts’aɗa                            | zwanzig       | tomin ɛkwa leɓets         |
| Sonne         | fet                               | hundert       | ?                         |
| Mond          | aragwan                           | tausend       | ?                         |